# Canon (lied)
Canon is een lied van de Nederlandse televisiepresentator Arjen Lubach (als Zondag met Lubach) en rapper Fresku. Het werd in 2019 als single uitgebracht.

## Achtergrond
Canon is een kritieklied uit het genre nederhop. In het nummer rapper de artiesten over de zwarte kanten van de geschiedenis van Nederland die niet kritisch worden benoemt in de Canon van Nederland, met name de slavernij. De artiesten hadden besloten om hun eigen versie van de Canon van Nederland te maken nadat Ingrid van Engelshoven, toenmalig ministers van Onderwijs, Cultuur en Wetenschap, een bericht naar de Tweede Kamer had gestuurd dat zij filmpjes van de Canon van Nederland wilde gaan maken om het toegankelijker te maken voor jongeren. De reactie van de artiesten was vervolgens om een dergelijk "audiovisueel project" te maken, maar wel met de volledige geschiedenis, aangezien ze vonden dat er gecensureerd werd in de versie van het ministerie van Onderwijs, Cultuur en Wetenschap. De rap werd ten gehore gebracht tijdens de tiende aflevering van het tiende seizoen van Zondag met Lubach. Het lied zorgde ervoor dat de Canon van Nederland kritischer werd bekeken en er gekeken werd naar hoe het slavernijverleden beter en eerlijker in de Canon van Nederland verwerkt kon worden.

## Hitnoteringen
De band had weinig succes met het lied in de hitlijsten van Nederland. Er was geen notering in de Single Top 100 en ook de Top 40 werd niet bereikt. Bij laatstgenoemde was er wel de negentiende plaats in de Tipparade. 